# Конклин, Уильям
Уильям Конклин (англ. William Conklin; 25 декабря 1872 — 21 марта 1935) — американский актёр.

## Биография
Уильям Конклин учился в Бруклине, затем начинает актёрскую карьеру в Театре на Бродвее. Он играл в качестве театрального актёра около двадцати лет, прежде чем перейти в фильм в 1913 году.
Конклин снялся в 85 немых фильмах. Был женат на актрисе Люси Блейк. Переход на звуковое кино ему не удался. Конклин умер от инсульта.